# Kostel svatého Norberta (Střešovice)
Kostel Svatého Norberta v Praze-Střešovicích je římskokatolický farní kostel ve Střešovicích, městské části Prahy 6. Novorománský kostel stojí na návrší Pražské plošiny v nadmořské výšce kolem 340 m. Jeho věž je dominantou a zároveň nejvyšším bodem této čtvrti. Kostel je chráněn jako kulturní památka.

## Historie

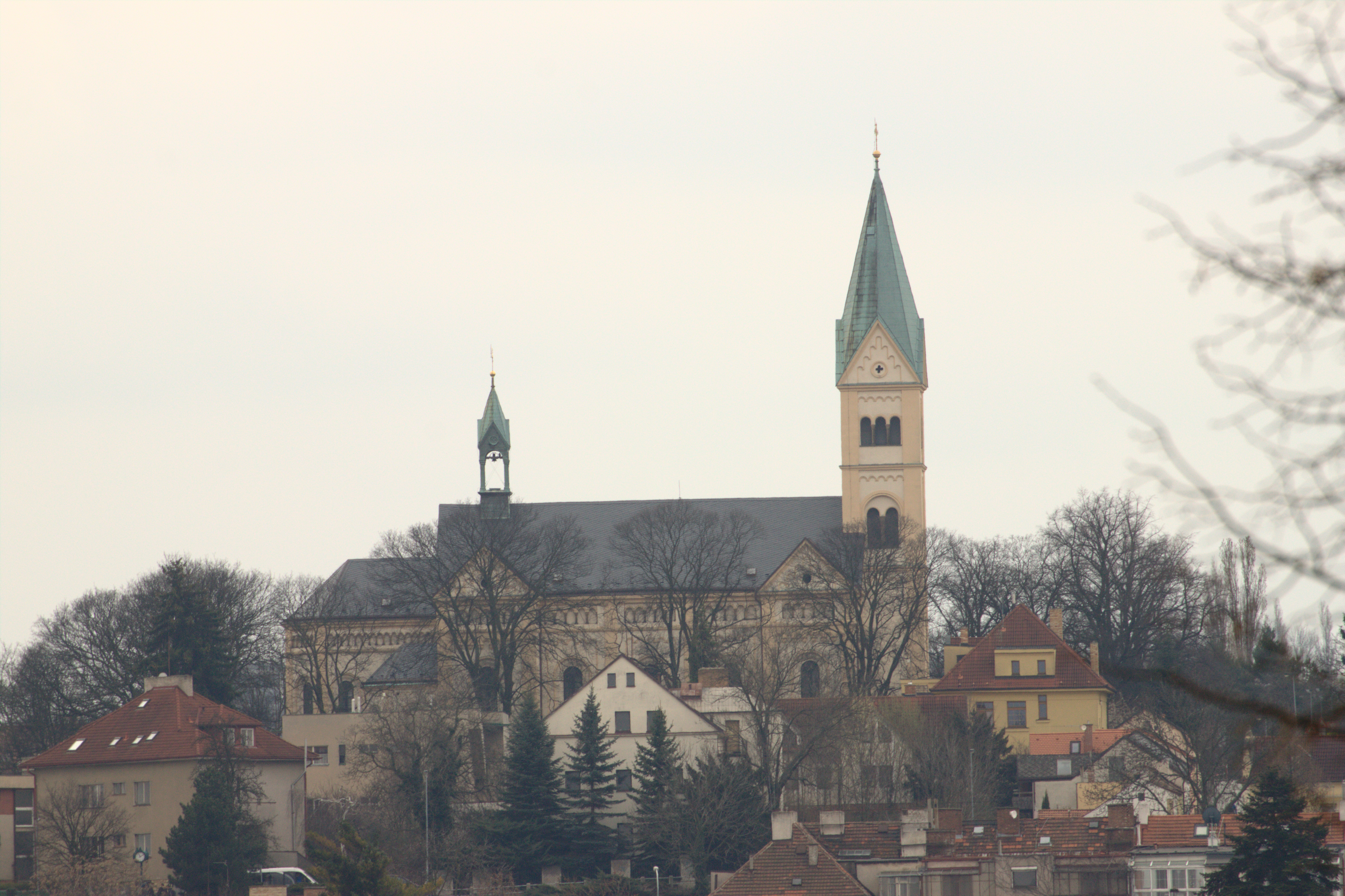
Kostel sv. Norberta od severu

Kostel byl postaven vedle dosavadní kaple Panny Marie Andělské, jež svou kapacitou rozrůstající se obci již od sedmdesátých let 19. století nedostačovala. Jeho stavba však byla dlouho odkládána z důvodu nedostatku financí.
Jde o jediný kostel zasvěcený sv. Norbertovi v Česku, ostatní jsou jen kaple. Patrocinium určili stavebníci kostela, premonstráti ze Strahova, kteří ostatky tohoto českého spolupatrona dali přenést z Magdeburku do Prahy a zbudovali mu ve své klášterní bazilice barokní sarkofág a kapli. Relikvie sv. Norberta proto mohla být snadno přenesena do hlavního oltáře střešovické novostavby.
Kostel byl postaven v novorománském slohu pod vedením strahovského opata Zikmunda Antonína Starého v letech 1889–1891 jako trojlodní klenutá bazilika s polokruhovou apsidou. Projekt a realizaci kostela provedli stavitelé František Rožánek a Jaroslav Kuchta, kteří také podepsali plánovou dokumentaci. Týž architekt navrhl také pohřební kapli s márnicí a vstupní branou pro farní hřbitov. Opat Zikmund Starý novostavbu kostela vysvětil 12. července 1891.

## Exteriér
Jednolodní budova je vystavěna na kamenných základech z bělohorské opuky, z cihelného zdiva z místní střešovické cihelny. Stavba má podélnou jednolodní dispozici na půdorysu latinského kříže, s příčnou lodí v křížení. Hlavní vchod je ze západní strany novorománským portálem pod hranolovou věží, v podvěží je klenutá předsíň. Chrámová loď je klenutá křížovými klenbami, odstupněný presbytář má polokruhovou apsidu zaklenutou konchou a osvětlenou 3 okny s drobnými různobarevnými sklíčky vitráží. Druhý vchod je z jižní strany. Vnější zdi jsou zdobeny novorománskými kamennými obloučky slepé arkády. Původní střešní krytina byla břidlicová, později nahrazená měděným plechem.  

## Interiér

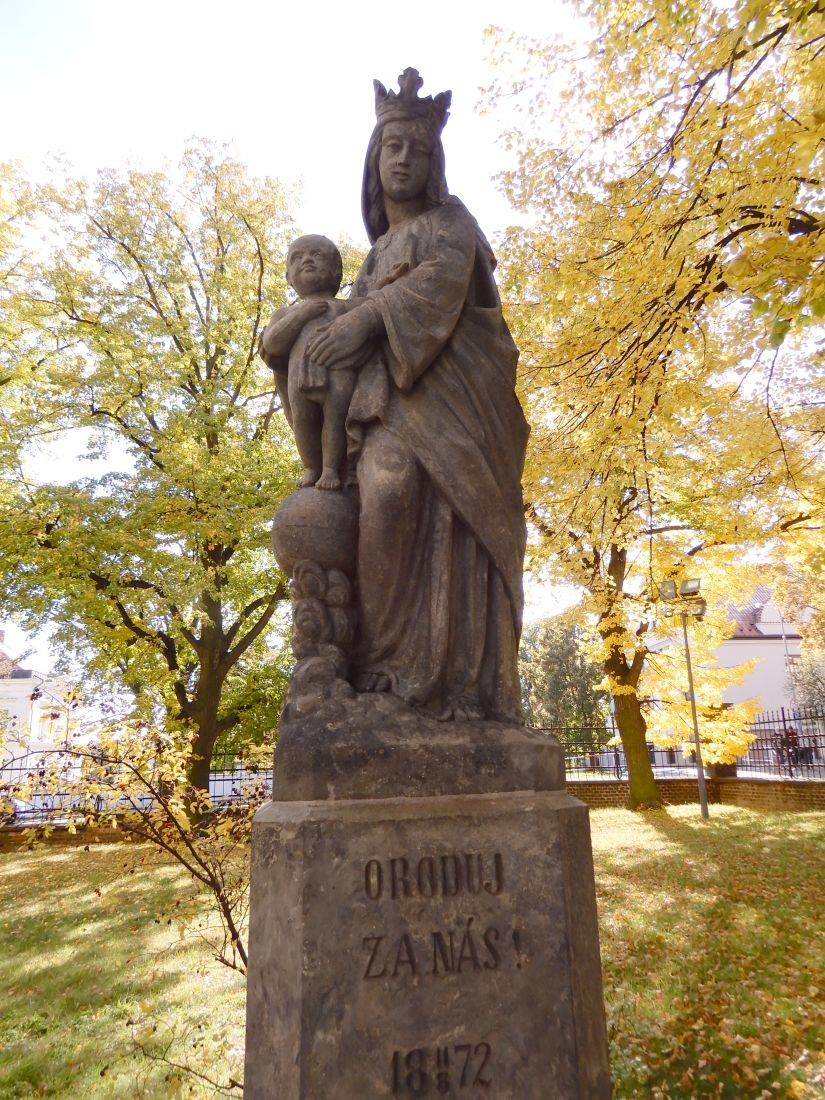
Socha Panny Marie královny (1872)

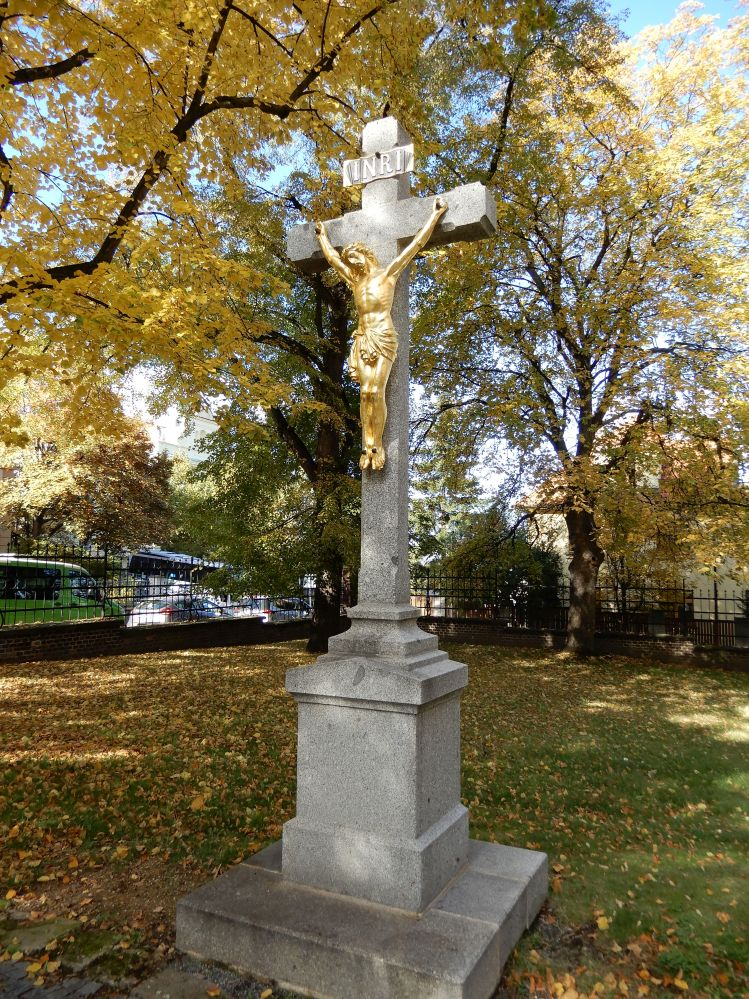
Kříž před kostelem

Vnitřní výzdoba chrámu původně sestávala ze tří oltářů, kazatelny a prolamované přepážky oddělující presbytář; řezbářské práce provedl Josef Krejčík. Na hlavním oltáři býval obraz svatého Norberta a na postranním svatého Heřmana Josefa, které namaloval akademický malíř Jan Heřman. Tyto oltáře i kazatelna byly odstraněny a nad menzou hlavního oltáře je vztyčen kříž se sochou ukřižovaného Krista. Na severní stěně presbytáře je vsazena pamětní deska stavebníka a světitele kostela, strahovského opata Zikmunda Starého. Na jižní stěně visí jeho portrét.
- Hlavní oltář čelem k lidu je novodobý z roku 1979, autorem návrhu byl architekt Aleš Bořkovec. Kamennou menzu vytvořil akademický sochař Petr Váňa.
- Socha sv. Norberta s monstrancí, tesaná z pískovce, dílo sochaře Josefa Rady (1880-1913), stojí na místě zničené kazatelny, pochází z průčelí zrušeného střešovického Norbertina.
- Oltářní obraz Panny Marie Utěšitelky (typem shodný s Pannou Marií Sněžnou/ Santa Maria Maggiore) vytvořil roku 1666 pražský malíř Erhart Keck pro strahovskou baziliku Panny Marie. Je kopií polského barokního obrazu, přivezeného roku 1660 do kostela v Líšově, podle vzoru z Goliny (obce v okrese Konin ve Velkopolském vojvodství). Tento obraz roku 1756 strahovský opat Gabriel Kaspar dal ze Strahova přenést do Střešovic, do kaple Panny Marie královny andělů v nově postaveném dvoře Andělka.[3][4] Zde byla tato ikona uctívána jako Panna Marie patronka andělů, zkráceně Andělská, podle osmi okřídlených hlaviček andělů, které se vznášejí ve svatozáři kolem její hlavy namísto obvyklých hvězd. Obraz je zavěšen bez oltáře v severní kapli příčné lodi. Tamže visí dvojportrét strahovských opatů ze 17. století, Jana Lohelia a Kašpara z Questenberka.
- Oltář sv. apoštola Filipa - barokní obraz Siarda Noseckého v dobovém řezaném rámu, s Božím hrobem v oltářní menze, v jižní kapli příčné lodi, původem ze Strahova,
- Křížová cesta je barokní z poloviny 18. století, v původních rámech a pochází z kláštera karmelitek v Praze na Strahově. [5] Do roku 1951 zde visela historizující křížová cesta od malíře Otakara Vlastimila Voráčka, (1856–1910)[6], kterou kostelu roku 1898 darovala majitelka Petynky, paní Karolína Kabrnová.[7]
- Varhany jsou jednomanuálové s deseti rejstříky postavil pražský varhanář Jindřich Schiffner (1853–1938).[8] Roku 1982 je pražské družstvo Igra přestavělo na dvoumanuálové se 16 rejstříky a pneumatickou trakturou.
- Zvony měl kostel původně tři: zasvěcené sv. Zikmundovi, sv. Josefovi a malý zvon sanktusový, které odlil zvonař Arnošt Diepold z Prahy,[9] dva z nich byly zrekvírovány roku 1916. Nové zvony Norbert a Prokop byly zabaveny za druhé světové války a marně vymáhány z Hamburku k navrácení. Zvon v sanktusové vížce opravil Rudolf Manoušek v roce 1975. Velký zvon z roku 1611 byl zapůjčen do věže ze zrušeného kostela v Aldašíně. Nový velký zvon, zasvěcený sv. Felixovi z Cantalice, zhotovila pasovská dílna Rudolfa Pernera podle výtvarného návrhu Otmara Olivy roku 2006, z financí darovaných střešovickou farnicí l. Saxlovou.[10]

## Okolí
Vstupní část parku před kostelem je ohrazena mříží s brankou, Zdobí ji:
- kamenné sousoší Panny Marie s dítětem Ježíšem, dílo sochaře Parmy s tesaným letopočtem 1872 na soklu, stávalo „na cestě ku Praze“ nedaleko kaple Panny Marie Andělské.
- Boží muka s bronzovou sochou ukřižovaného Krista, na žulovém podstavci je vzadu tesaný pamětní nápis: „1894 IN MEMORIAM J. VANÉK“.
- Budova fary (Sibeliova ulice čp. 49/2) stojí jižně od kostela, byla postavena roku 1890 majiteli stavebních pozemků Velkých Střešovic, stavebníky a provozovateli[11] byli strahovští premonstráti pod vedením generálního opata a zemského preláta Zikmunda Antonína Starého, jak dosvědčuje mimo jiné štukový znak na fasádě fary. Patří k ní velká farní zahrada.

Ke kostelu dále patřily:
- Střešovická zvonička - kaple v ulici Nad Hradním vodojemem
- Norbertinum - opatrovna pro předškolní děti zaměstnaných střešovických matek, postavená roku 1904, vedly ji sestry premonstrátky; roku 1925 v ní byla vysvěcena kaple Božského Srdce Páně.
- Střešovický hřbitov

## Galerie

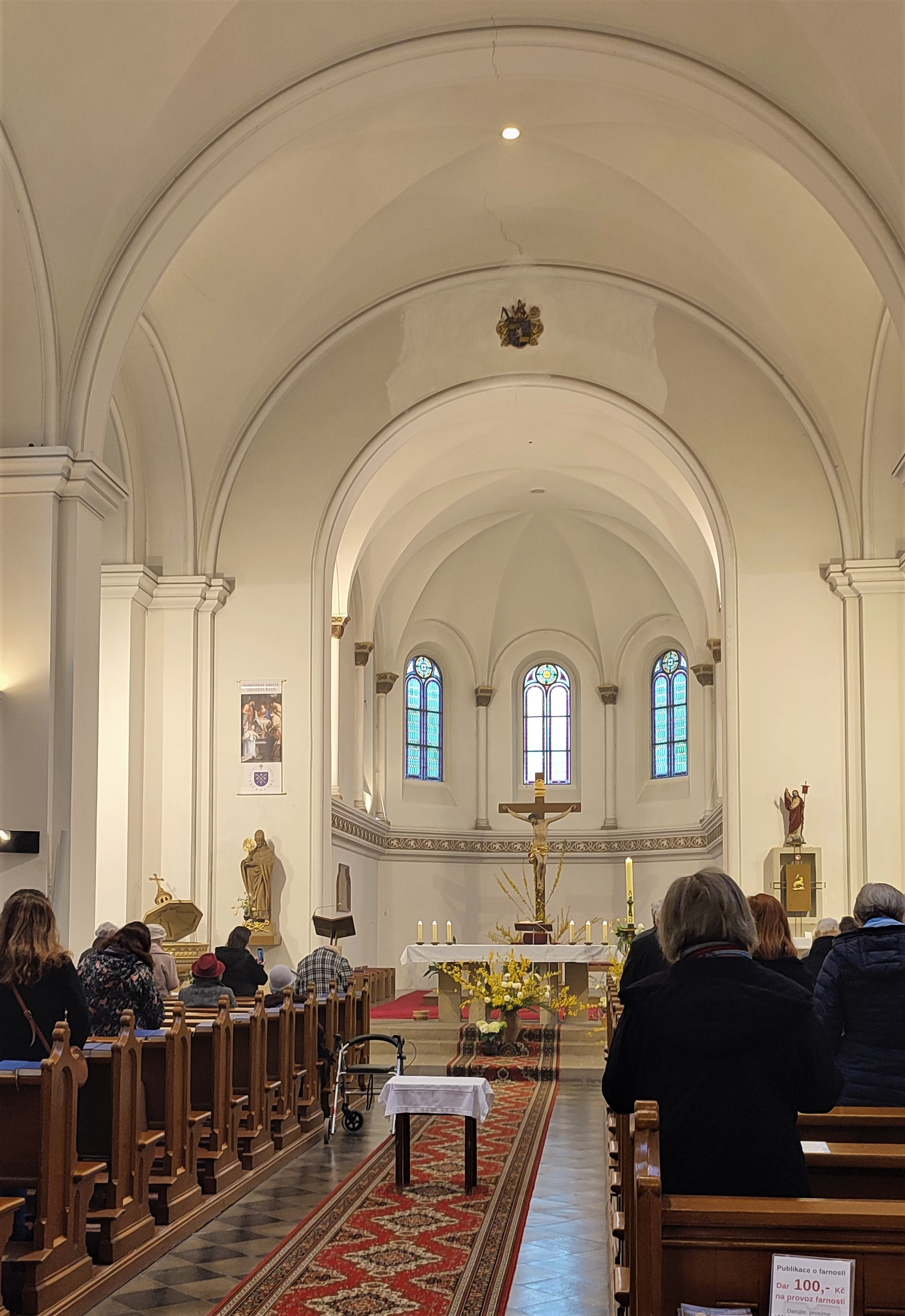
Interiér, pohled k hlavnímu oltáři
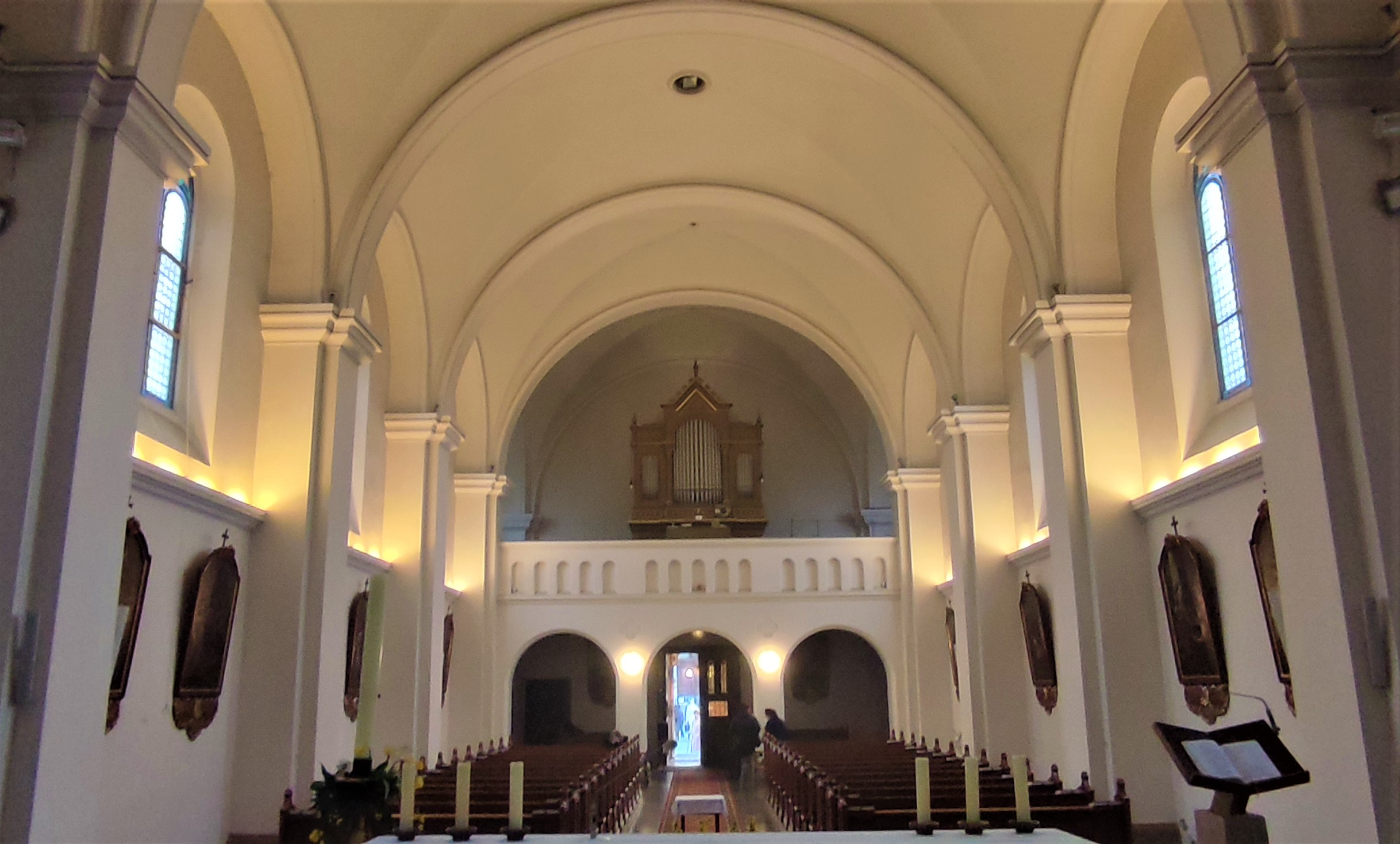
Interiér, pohled ke kruchtě
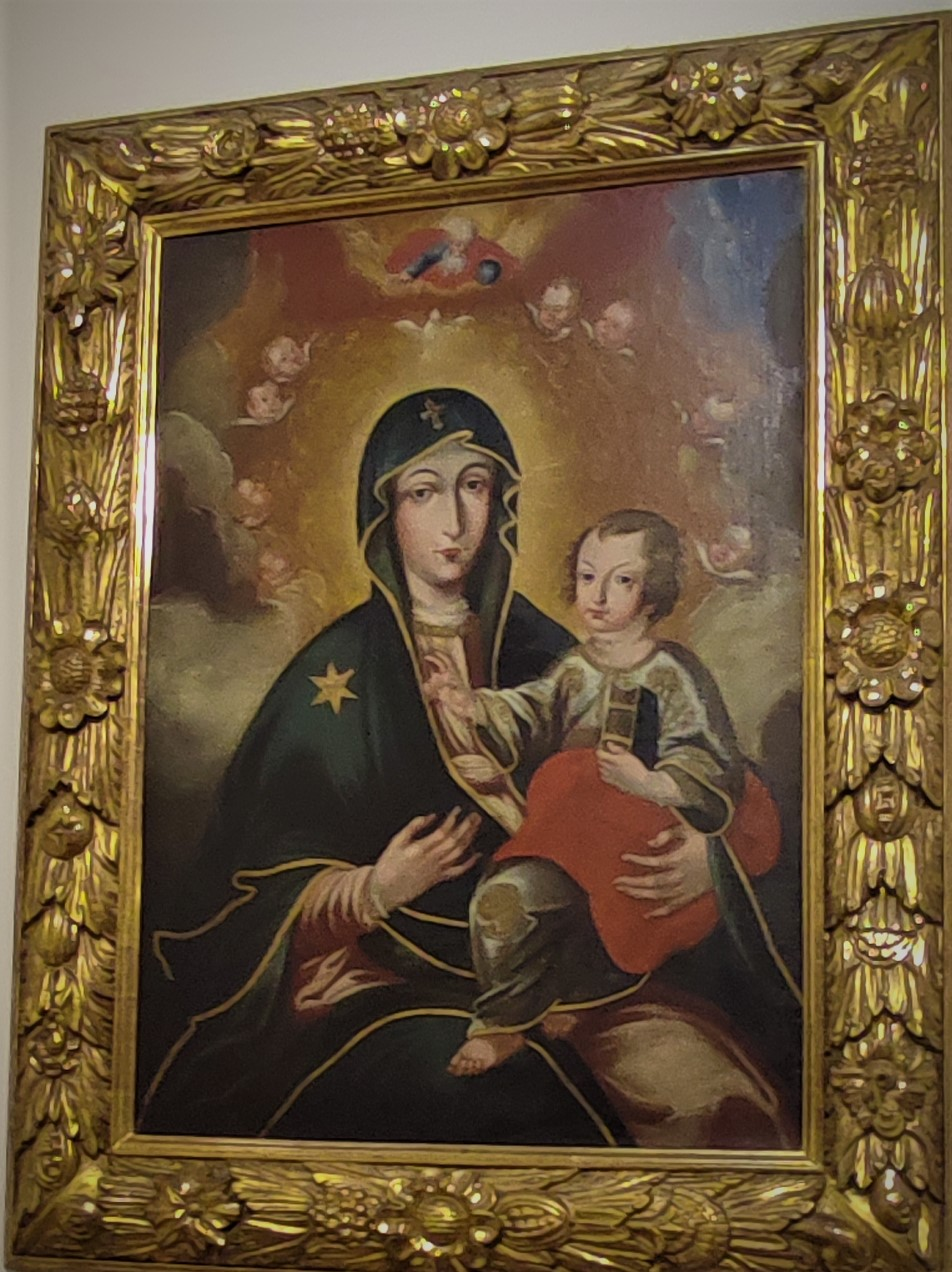
Panna Marie Utěšitelka
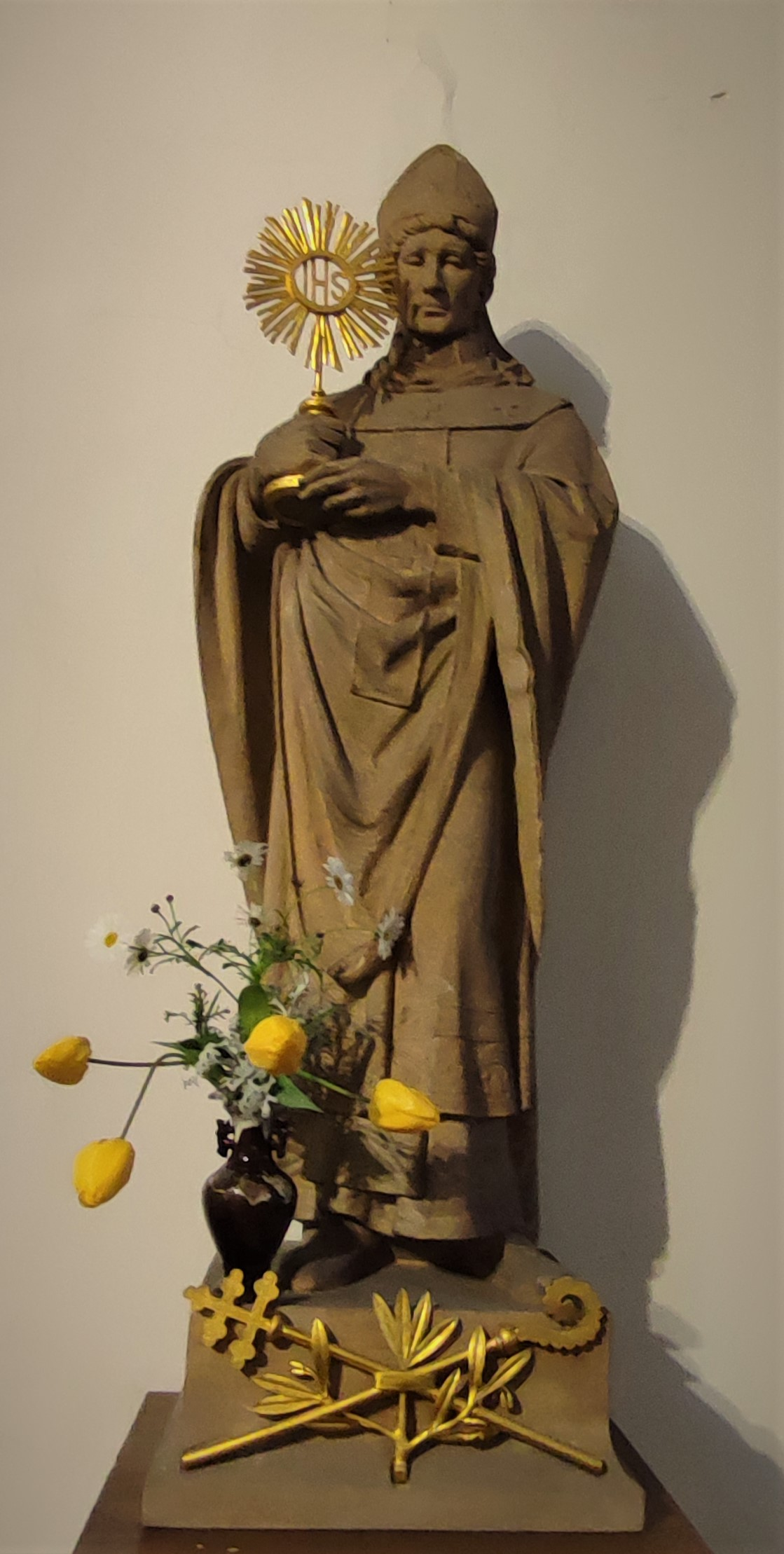
J.Rada:Socha sv. Norberta
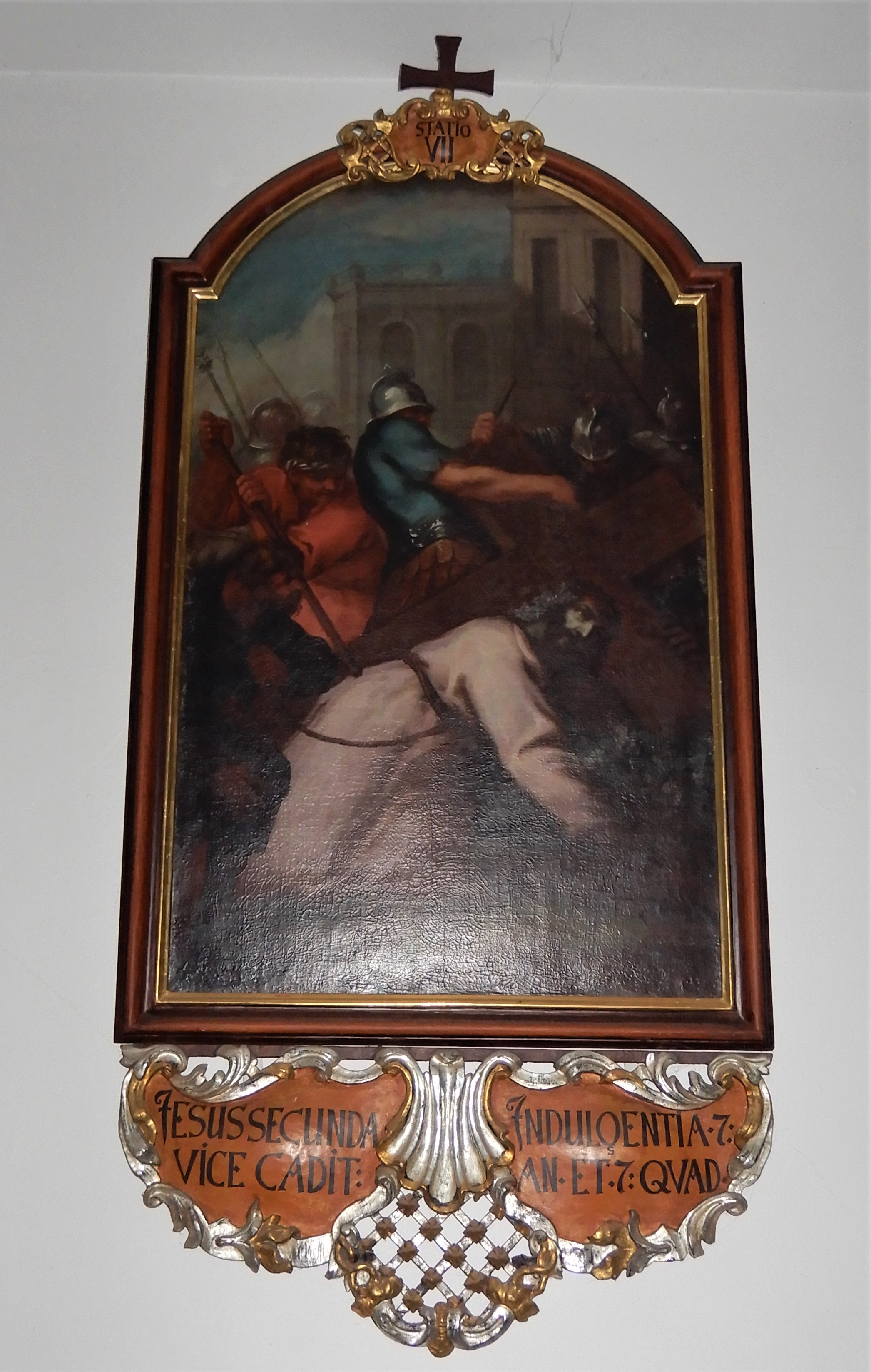
Křížová cesta VII. zastavení
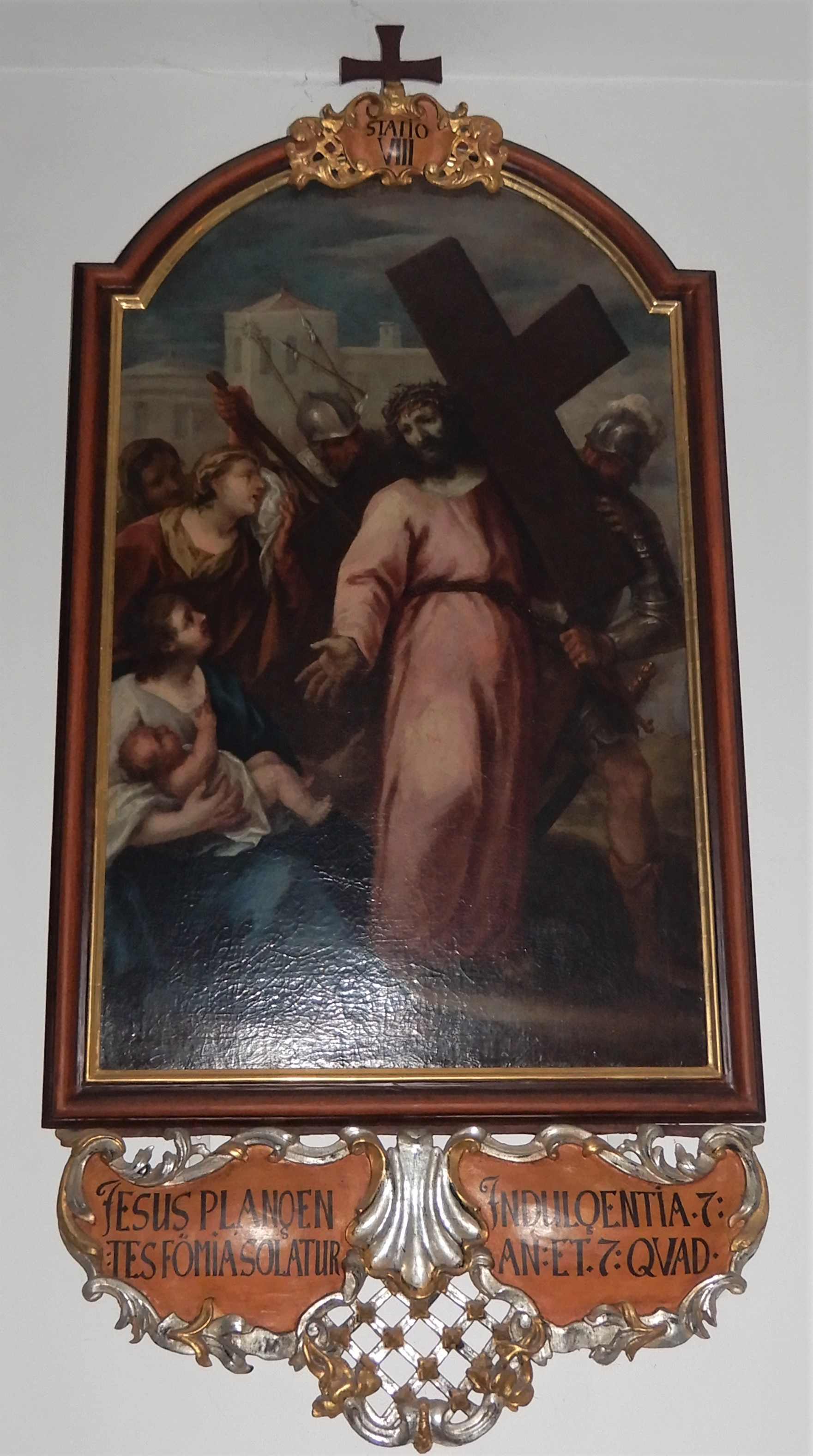
Křížová cesta VIII. zastavení
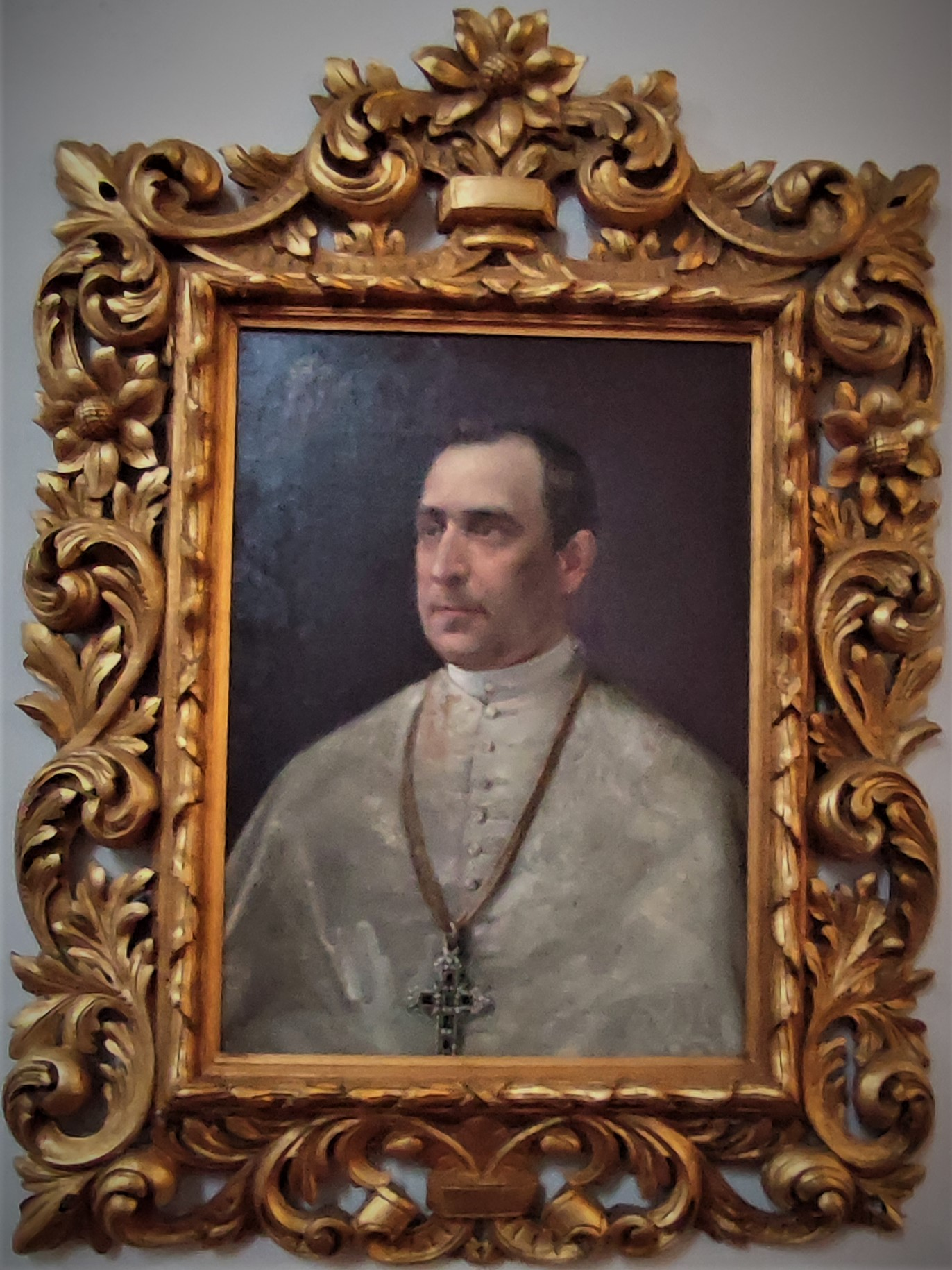
Portrét opata Zikmunda Starého